# Râul Rădeni
Râul Rădeni este un curs de apă, afluent al râului Frasin. 